# Ацетилхолин
Ацетилхолин (лат. Acetylcholinum), сокр. АЦХ — органическое соединение, четвертичное аммониевое основание, производное холина, первый открытый нейромедиатор, осуществляющий нервно-мышечную передачу, а также основной нейромедиатор в парасимпатической нервной системе. В организме очень быстро разрушается специализированным ферментом — ацетилхолинэстеразой. Играет важнейшую роль в таких процессах, как память и обучение. 

## Открытие
В 1921 году, изучая влияние блуждающего нерва на интенсивность сердечной деятельности, Отто Лёви произвёл следующий опыт: сердце лягушки с блуждающим нервом было отделено и помещено в сосуд с питательным раствором, не влияющим на частоту сердечных сокращений (в нём оно могло бы биться долгое время). Возбуждая нерв, Лёви добивался остановки сердца, после чего раствор из этого сосуда добавлял в другой сосуд, где сокращалось сердце такой же лягушки, но без нерва. Сердечная деятельность также ослабевала и прекращалась совсем. Таким образом Лёви пришёл к выводу, что при возбуждении нерва высвобождается некое вещество, которое попадая в раствор в конечном итоге и останавливало сердце. Этим веществом оказался ацетилхолин. Лёви в 1936 году получил Нобелевскую премию по физиологии с формулировкой: «За открытия, связанные с химической передачей нервных импульсов».

## Свойства
Применяется в качестве лекарственного вещества и для фармакологических исследований. Это соединение получают синтетическим путём в виде хлорида или другой соли.

### Химические
Ацетилхолин является ацетильным производным четвертичного аммониевого соединения — холина. Образуется в нервных клетках человека и животных из холина в результате ферментативной реакции, под действием холин-ацетилтрансферазы происходит перенос ацетильной группы (СН3СО-) от ацетил-КоА на молекулу субстрата холина, с образованием кофермента А и АЦХ по уравнению реакции:
ацетил-КоА + холин {\displaystyle \rightleftharpoons } ацетилхолин + КoA-SH.
Наличие данного фермента в нервной клетке классифицирует такую клетку, как "холинергический" нейрон.
Это химически нестойкое вещество, которое в организме при участии специфического фермента холинэстеразы (ацетилхолинэстеразы) легко разрушается с образованием холина и уксусной кислоты.

### Физические
Бесцветные кристаллы или белая кристаллическая масса. Расплывается на воздухе. Легко растворим в воде и спирте. При кипячении и длительном хранении растворы разлагаются.

### Медицинские
Физиологическое холиномиметическое действие ацетилхолина обусловлено стимуляцией им терминальных мембран м- и н-холинорецепторов.
Периферическое мускариноподобное действие ацетилхолина проявляется в замедлении сердечных сокращений, расширении периферических кровеносных сосудов и понижении артериального давления, усилении перистальтики желудка и кишечника, сокращении мускулатуры бронхов, матки, жёлчного и мочевого пузыря, усилении секреции пищеварительных, бронхиальных, потовых и слёзных желез, миоз. Миотический эффект связан с усилением сокращения круговой мышцы радужной оболочки, которая иннервируется постганглионарными холинергическими волокнами глазодвигательного нерва. Одновременно в результате сокращения ресничной мышцы и расслабления цинновой связки ресничного пояска наступает спазм аккомодации.
Сужение зрачка, обусловленное действием ацетилхолина, сопровождается обычно понижением внутриглазного давления. Этот эффект частично объясняется тем, что при сужении зрачка и уплощении радужной оболочки расширяется шлеммов канал (венозный синус склеры) и фонтановы пространства (пространства радужно-роговичного угла), что обеспечивает лучший отток жидкости из внутренних сред глаза. Не исключено, что в понижении внутриглазного давления принимают участие и другие механизмы. В связи со способностью снижать внутриглазное давление вещества, действующие подобно ацетилхолину (холиномиметики, антихолинэстеразные препараты), имеют широкое применение для лечения глаукомы. Следует учитывать, что при введении этих препаратов в конъюнктивальный мешок они всасываются в кровь и, оказывая резорбтивное действие, могут вызвать характерные для этих препаратов побочные явления. Следует также иметь в виду, что длительное (в течение ряда лет) применение миотических веществ может иногда привести к развитию стойкого (необратимого) миоза, образованию задних синехий и другим осложнениям, а длительное применение в качестве миотиков антихолинэстеразных препаратов может способствовать развитию катаракты.
Ацетилхолин является медиатором ЦНС. Участвует в передаче импульсов в разных отделах мозга, при этом малые концентрации облегчают, а большие — тормозят синаптическую передачу. Изменения в обмене ацетилхолина приводят к грубому нарушению функций мозга. Недостаток его во многом определяет клиническую картину такого опасного нейродегенеративного заболевания, как болезнь Альцгеймера. Некоторые центральнодействующие антагонисты ацетилхолина (см. Амизил) являются психотропными препаратами (см. также Атропин). Передозировка антагонистов ацетилхолина может вызвать нарушения высшей нервной деятельности (оказывать галлюциногенный эффект и др.). Антихолинэстеразное действие ряда ядов основано именно на способности вызывать накопление ацетилхолина в синаптических щелях, перевозбуждение холинэргических систем и более или менее быструю смерть (хлорофос, карбофос, зарин, зоман).

## Применение

### Общее применение
Для применения в медицинской практике и для экспериментальных исследований выпускается ацетилхолин-хлорид (лат. Acetylcholini chloridum). Как лекарственное средство ацетилхолин-хлорид широкого применения не имеет.

### Лечение
При приёме внутрь ацетилхолин очень быстро гидролизуется и не всасывается со слизистых ЖКТ. При парентеральном введении оказывает быстрый, резкий и непродолжительный эффект (как и адреналин). Как и другие четвертичные соединения, ацетилхолин плохо проникает из сосудистого русла через гематоэнцефалический барьер и не оказывает существенного влияния на ЦНС при внутривенном введении. Иногда в эксперименте ацетилхолином пользуются как сосудорасширяющим средством при спазмах периферических сосудов (эндартериит, перемежающаяся хромота, трофические расстройства в культях и т. д.), при спазмах артерий сетчатки. В редких случаях ацетилхолин вводили при атонии кишечника и мочевого пузыря. Ацетилхолин применялся также иногда для облегчения рентгенологической диагностики ахалазии пищевода.

#### Форма применения
С 1980-х ацетилхолин как лекарство в практической медицине не используется, так как существует большое количество синтетических холиномиметиков с более продолжительным и адресным действием. Его назначали под кожу и внутримышечно в дозе (для взрослых) 0,05 г или 0,1 г. Инъекции в случае необходимости повторяли 2—3 раза в день. При инъекции следовало убедиться, что игла не попала в вену. Внутривенное введение холиномиметиков не допускается из-за возможности резкого понижения артериального давления и остановки сердца.

### Опасность применения при лечении
При применении ацетилхолина следует учитывать, что он вызывает сужение венечных сосудов сердца. При передозировке могут наблюдаться резкое понижение артериального давления с брадикардией и нарушениями сердечного ритма, профузный пот, миоз, усиление перистальтики кишечника и другие явления. В этих случаях следует немедленно ввести в вену или под кожу 1 мл 0,1 % раствора атропина (при необходимости повторно) или другой холинолитический препарат.

## Участие в процессах жизнедеятельности
Образующийся в организме (эндогенный) ацетилхолин играет важную роль в процессах жизнедеятельности: он принимает участие в передаче нервного возбуждения в ЦНС, вегетативных узлах, окончаниях парасимпатических и двигательных нервов. Ацетилхолин связан с функциями памяти. Снижение ацетилхолина при болезни Альцгеймера приводит к ослаблению памяти у пациентов. Ацетилхолин играет важную роль в засыпании и пробуждении. Пробуждение происходит при увеличении активности холинергических нейронов в базальных ядрах переднего мозга и стволе головного мозга.
Ацетилхолин вырабатывают нейроны базальных ядер, которые активируются во время концентрации внимания.

### Физиологические свойства
Ацетилхолин является химическим передатчиком (медиатором) нервного возбуждения; окончания нервных волокон, для которых он служит медиатором, называются холинергическими, а рецепторы, взаимодействующие с ним, называют холинорецепторами. Холинорецептор (по современной зарубежной терминологии — «холиноцептор») является сложной белковой макромолекулой (нуклеопротеидом), локализованной на внешней стороне постсинаптической мембраны. При этом холинорецептор постганглионарных холинергических нервов (сердца, гладких мышц, желез) обозначают как м-холинорецепторы (мускариночувствительные), а расположенные в области ганглионарных синапсов и в соматических нервномышечных синапсах — как н-холинорецепторы (никотиночувствительные). Такое деление связано с особенностями реакций, возникающих при взаимодействии ацетилхолина с этими биохимическими системами: мускариноподобных в первом случае и никотиноподобных — во втором; м- и н-холинорецепторы находятся также в разных отделах ЦНС.
По современным данным, мускариночувствительные рецепторы делят на М1-, М2- и М3-рецепторы, которые по-разному распределяются в органах и разнородны по физиологическому значению (см. Атропин, Пиренцепин).
Ацетилхолин не оказывает строгого избирательного действия на разновидности холинорецепторов. В той или другой степени он действует на м- и н-холинорецепторы и на подгруппы м-холинорецепторов. Периферическое никотиноподобное действие ацетилхолина связано с его участием в передаче нервных импульсов с преганглионарных волокон на постганглионарные в вегетативных узлах, а также с двигательных нервов на поперечнополосатую мускулатуру. В малых дозах он является физиологическим передатчиком нервного возбуждения, в больших дозах может вызвать стойкую деполяризацию в области синапсов и блокировать передачу возбуждения.

## Форма выпуска
Форма выпуска: в ампулах ёмкостью 5 мл, содержащих 0,1 и 0,2 г сухого вещества. Препарат растворяют ex temporo в 2—5 мл стерильной воды для инъекций.

## Хранение
Хранение: список Б. В запаянных ампулах.